# 富宁街街道
富宁街街道，是中华人民共和国宁夏回族自治区銀川市兴庆区下辖的一个乡镇级行政单位。

## 行政区划
富宁街街道下辖以下地区：
中寺社区、兴华社区、利群社区、大庙社区、康乐社区、自强社区、铁北社区、西关社区、南苑社区和铁南社区。